# Martinus Fabri
Pour les articles homonymes, voir Fabri.
Martinus Fabri est un compositeur du Moyen Âge, originaire des anciens Pays-Bas et actif à la fin du XIVe siècle. 
Il a sans doute travaillé à la cour bavaro-hollandaise de La Haye.  On ne connaît pratiquement rien de sa vie. 
Quatre de ses compositions sont conservées : trois ballades et un rondeau. Deux compositions sont pourvues d'un texte en français et sont composées dans le style de l'ars subtilior. Le texte n'est noté que pour la voix supérieure ; les autres voix ont probablement été exécutées par des instruments. Deux ballades ont des textes en moyen néerlandais ; les paroles sont notées sous toutes les parties.  

## Œuvres complètes
- (fr) [Bien] ay je caus' d'estre liés et joyeux (ballade dont la musique a été empruntée par Oswald von Wolkenstein pour un de ses propres poèmes)
- (nl) Een cleyn parable (ballade en moyen néerlandais)
- (nl) Eer ende lof heb aventuer (ballade en moyen néerlandais)
- (fr) Or se depart li doulz tamps g[racieux] (rondeau)

## Discographie
- (en) Résultats d'une recherche à partir du mot-clé Martinus Fabri sur le site web www.medieval.org